# Sida limensis
Sida limensis là một loài thực vật có hoa trong họ Cẩm quỳ. Loài này được R.E. Fr. miêu tả khoa học đầu tiên năm 1947.